# 鲁胡子
鲁胡子（1954年—），湖南桃源人，汉族，中华人民共和国政治人物，中国共产党黨員、第十二届全国人民代表大会湖南地区代表。
现任湖南省桃源县牛车河乡三龙村党支部书记、湖南桃源鲁胡子辣酱责任有限公司总经理。2013年，担任全国人大代表。